# Radio Research Laboratory
Das  Radio Research Laboratory (RRL) auf dem Campus der Harvard University, USA, war während des Zweiten Weltkriegs ein geheimes Forschungslabor und wurde zwischen 1941 und 1945 betrieben.
Das Radio Research Laboratory war eine Ausgründung des Radiation Laboratory (Rad Lab) am MIT und wurde gegründet, um elektronische Maßnahmen gegen feindliche Radar- und Kommunikationsgeräte zu entwickeln. Das RRL wurde von Frederick E. Terman geleitet.

## Forschung und Entwicklung
Das RRL leistete wichtige Beiträge zum grundlegenden Verständnis von Methoden, Theorien und Schaltkreisen bei sehr hohen und ultrahohen Frequenzen für Funksysteme. 
Der Astronom Fred Whipple entwickelte Aluminium-Reflektoren zur Störung deutscher Radarsysteme, führte detaillierte analytische Untersuchungen durch und entwickelte eine Formel, die den Radarquerschnitt bei einer bestimmten Wellenlänge pro Kilogramm dieser Aluminiumstreifen angab.
Das Projekt Tuba war ein Beispiel für die Entwicklung von RRL-Hardware. Tuba war ein System, das kontinuierliche 80-kW-Signale im Bereich von 300 bis 600 MHz erzeugte, um deutsche Radargeräte zu stören. Der Physiker Charles Lauritsen und David H. Shone entwickelten eine „Power Tuba“, eine Hochleistungs-Breitfrequenz-Elektronenröhre, um feindliches Radar zu stören. Tuba verwendete eine Hornantenne aus 150 Fuß langem Maschendraht, die durch 22 × 6 Zoll große Wellenleiter angetrieben wurde. Diese Tuba wurde Mitte 1944 an der Südküste Englands in Betrieb genommen. Die abgestrahlte Energie war so groß, dass sie eine Meile entfernte Leuchtstofflampen beleuchtete und Radargeräte in ganz Europa blockierte.
Weitere Wissenschaftler, die am RRL forschten, waren unter anderen die Physikerin Louise Sherwood McDowell, der Physiker Thomas S. Kuhn und der Erfinder des Überhorizontradars, der Geophysiker Oswald Garrison Villard, Jr.
Im Gegensatz zum MIT Radiation Laboratory hat das RRL jedoch nie wesentliche Details zu seinen Ergebnissen veröffentlicht. Die RRL-Mitarbeiter haben einige der von ihnen entwickelten allgemeinen Theorien dokumentiert. Nach dem Krieg wurden diese in der zweibändigen Publikation Very High-Frequency Techniques veröffentlicht, die von Herbert J. Reich (McGraw-Hill, 1947) herausgegeben wurde.